# مالكوم مكينتوش
مالكوم مكينتوش (بالإنجليزية: Malcolm McIntosh)‏ هو سياسي بريطاني وأسترالي (وحمل سابقاً جنسية المملكة المتحدة لبريطانيا العظمى وأيرلندا)، ولد في 3 مارس 1888 في أستراليا، وتوفي في 15 نوفمبر 1960. حزبياً، نشط في Country Party (South Australia) ‏ ( – فبراير 1928) وLiberal Federation ‏ (فبراير 1928 – 9 يونيو 1932) وتحالف الليبرالية والريفي (9 يونيو 1932 – ).

## مناصب
- انتخب Justice of the Peace for South Australia ‏.
- انتخب Commissioner of Public Works (South Australia) [الإنجليزية]‏ (14 ديسمبر 1944 – 14 مايو 1958).
- انتخب Minister of Marine ‏ (8 أبريل 1938 – 14 مايو 1958).
- انتخب Minister for Local Government ‏ (8 أبريل 1938 – 15 ديسمبر 1953).
- انتخب Commissioner of Public Works (South Australia) [الإنجليزية]‏ (8 أبريل 1938 – 14 ديسمبر 1944).
- انتخب Minister of Repatriation ‏ (18 أبريل 1933 – 8 أبريل 1938).
- انتخب Minister of Lands ‏ (18 أبريل 1933 – 8 أبريل 1938).
- انتخب وزير التعليم (8 أبريل 1927 – 17 أبريل 1930).
- انتخب Commissioner of Public Works (South Australia) [الإنجليزية]‏ (8 أبريل 1927 – 17 أبريل 1930).
- انتخب عضو مجلس النواب جنوب أستراليا من الجمعية عن دائرة Electoral district of Albert (South Australia) [الإنجليزية]‏ وقد انضم خلال فترته النيابية (9 أبريل 1921 – 16 فبراير 1959) للكتلة البرلمانية Country Party (South Australia) [الإنجليزية]‏.